# Rietzangerstekelstaart
De rietzangerstekelstaart (Phleocryptes melanops) is een zangvogel uit de familie Furnariidae (ovenvogels).

## Verspreiding en leefgebied
Deze soort komt voor in het westen en zuiden van Zuid-Amerika en telt vier ondersoorten:
- P. m. brunnescens: de kusten van westelijk Peru.
- P. m. schoenobaenus: zuidelijk en centraal Peru, westelijk Bolivia en noordwestelijk Argentinië.
- P. m. loaensis: de kusten van zuidelijk Peru en noordelijk Chili.
- P. m. melanops: van zuidelijk Brazilië tot centraal Chili en centraal Argentinië.

## Status
De grootte van de populatie is niet gekwantificeerd maar de soort wordt omschreven als vrij algemeen. Op de Rode lijst van de IUCN heeft deze soort de status niet bedreigd.